# Couto de Magalhães de Minas
Couto de Magalhães de Minas é um município brasileiro do estado de Minas Gerais.

## História
Conhecida, antes de sua emancipação, pelo nome de Rio Manso; surgiu entre os pioneiros núcleos de povoamentos ligados às lavras diamantíferas, nos primeiros anos do século XVIII.
Em 1725, Sebastião Leme do Prado, fundador do povoado junto com seus companheiros paulistas, chegaram ao local em busca de ouro e diamantes e assentaram acampamento próximo às margens de um rio sereno e cristalino que recebe o nome de Rio Manso, notadamente este que se achava dentro da área de demarcação do Distrito Diamantino.
Com a decadência da mineração, as terras férteis do povoado passaram a ser exploradas com a plantação de frutas e com a agricultura, que se pode observar até os dias de hoje.
A cidade tem um povo hospitaleiro, que preserva suas raízes culturais; e um belo cenário natural, com cachoeiras, relevo e topografia típicos da região de Diamantina.

## Turismo

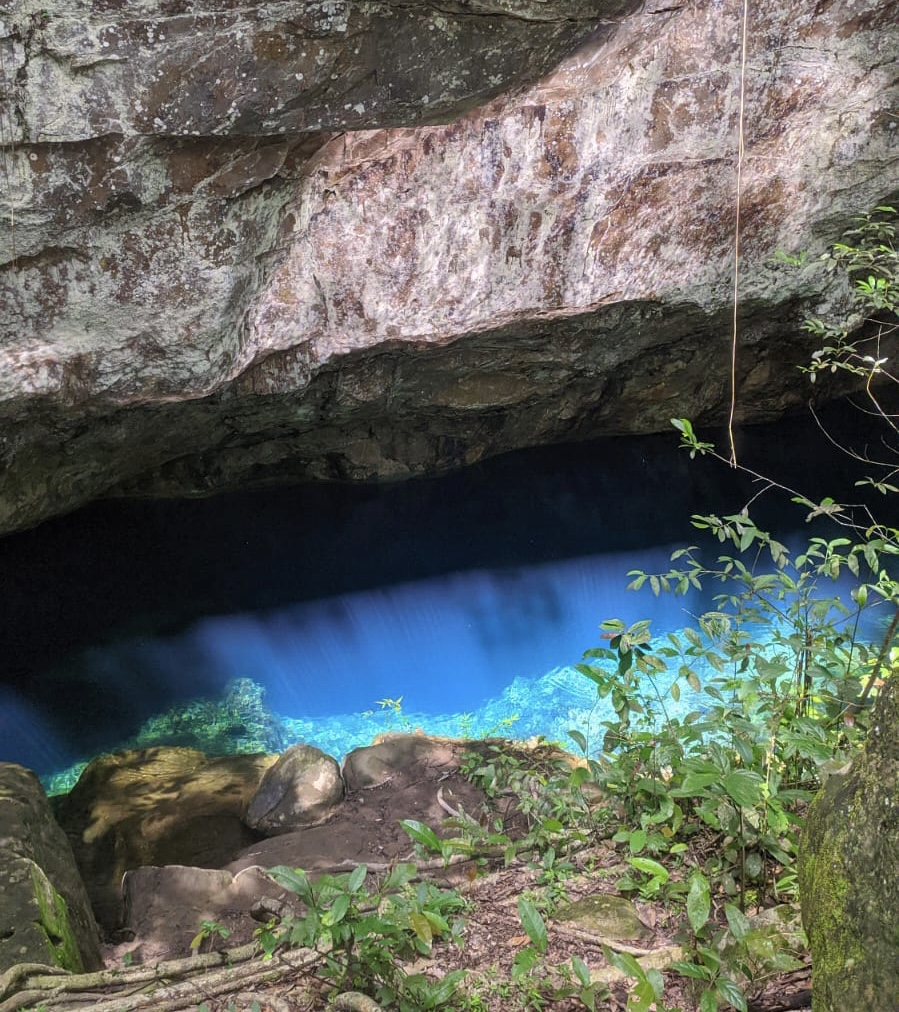
Água Santa, espelho de águas, localizado a 16 km da sede do município.

O município integra o circuito turístico dos Diamantes. Entre as atrações está a Capela Bom Senhor Jesus de Matozinhos, cujo forro composto por 122 tábuas de cedro com pintura em policromia foi recuperado pelo IEPHA em 2009, após 20 anos de ter sido desmontado.
A pintura traz uma representação da visão da coroação da Virgem pela Santíssima Trindade, emoldurada por querubins e anjos adultos. A trama inclui rocalhas, guirlandas de flores e outros temas ornamentais, como nuvens e palmas tropicais.
De acordo com o laudo técnico do IEPHA, a pintura é um dos melhores exemplos mineiros de reinterpretação popular dos padrões eruditos do rococó.
Localizada a 13 km da sede do município, com acesso pela Estrada do Amendoim, encontra-se a Cachoeira da Fábrica, que possui várias cascatas formando piscinas naturais, rodeada de muitos lapeiros e belas serras. Ótima para lazer e descanso.
Localizado a 16 km da sede do município. A Água Santa é um espelho de águas limpas e cristalinas. Está localizada próxima a uma gruta.